# Baa Baa Blacksheep (Lied)
Baa Baa Blacksheep ist ein Popsong des jungen Singer-Songwriters Harry Nilsson. Die Aufnahme wurde 1963 von John Marascalco produziert. Ob die Erstveröffentlichung bereits Ende 1963 auf Marascalcos Lola Records oder erst 1964 auf Crusader Records unter Nilssons Pseudonym „Bo Pete“ erschien, ist ungewiss. Der Titel und der Backgroundgesang zitieren den englischen Kinderreim Baa, Baa, Blacksheep, der auf die aus dem 18. Jahrhundert stammende Melodie des französischen Lieds Ah ! vous dirai-je, maman gesungen wird. Auf der Rückseite der Single findet sich eine Instrumentalversion unter dem Titel Baa Baa Blacksheep Part Two. Wie alle frühen Singles von Harry Nilsson blieb auch Baa Baa Blacksheep ohne Chartplatzierung.

## Entstehung

Testpressung, Sammlung Kirk Peterson

Harry Nilsson hatte anlässlich einer Demosession für den Songwriter Scott Turner 1962 dessen Kollegen John Marascalco kennengelernt. Im Folgejahr komponierten Nilsson und Marascalco zusammen einige Songs, die sie trotz eines laufenden Vertrages, der Nilsson für ein Jahr an Mercury Records band, im Herbst zur Aufnahme bringen wollten. Auf dem Programm stand mit Baa Baa Blacksheep auch ein Song, den Nilsson allein geschrieben hatte. Nilsson erinnerte sich: „Ich war eines Tages in einem kleinen Studio, wir hingen dort rum, machten Demos, als ich diese Teenager-Mädels hörte, die beim Vorbeigehen vierstimmige Harmonien sangen. Sie nannten sich selbst The Beach Girls. Sie hatten diese gewisse ursprüngliche und natürliche Ausstrahlung und ich dachte, ‚Oh, das ist cool!‘ Ich arbeitete gerade an ‚Baa Baa Blacksheep‘ und ich sagte den Mädchen: ‚Kommt einen Moment rein‘ und ich begann, den Song zu spielen. Ich sagte: ‚Singt ihr den Background so ähnlich wie die Raylettes.‘“ Das „kleine Studio“ war das Hollywood Central Recording Studio am Cahuenga Boulevard in Hollywood, Los Angeles, anwesend waren neben den Beach Girls, Nilsson, dem Produzenten Marascalco sowie unbekannten Sessionmusikern ein Studiomitarbeiter namens „Bo Pete“, dessen Name als Pseudonym für den vertragsgebundenen Nilsson ausgewählt wurde. Vom Masterband entstand eine Testpressung auf Acetate, auf deren Rückseite sich die mit Orgelsound angereicherte Instrumentalspur des Stücks befand. Marascalco gab den Auftrag zur Herstellung der Platten an das kalifornische Presswerk Monarch Records, das Ende 1963 die ersten Ausgaben presste. Erst am 17. Februar 1964 ließ sich Marascalco Nilssons Copyright für seinen eigenen Verlag Robin Hood Music eintragen.

## Musikalischer Aufbau und Inhalt

Melodie und Text des Kinderlieds Baa Baa Black Sheep

Baa Baa Blacksheep basiert auf dem gleichnamigen englischen Kinderreim, der sich bis ins Jahr 1731 zurückverfolgen lässt. Für gewöhnlich wird er auf die Melodie des französischen Kinderliedes Ah! vous dirai-je, maman aus dem Jahr 1761 gesungen. Die in Europa und Amerika populäre Melodie fand vielfach Verwendung, zum Beispiel durch Wolfgang Amadeus Mozarts Zwölf Variationen von „Ah vous dirai-je, Maman“, Hoffmann von Fallerslebens Morgen kommt der Weihnachtsmann, das Alphabet-Lied und das amerikanische Kinderlied Twinkle, Twinkle, Little Star. Der Background übernimmt in der ersten Strophe die markante Melodieführung und führt diese vierstimmig aus, während der Sänger in Anlehnung an eine Jazz-Improvisation das Thema umspielt und so gleichermaßen kommentiert. In der zweiten Strophe übernimmt der Sänger die Hauptstimme, überlässt die Hookline aber weiterhin den weiblichen Begleitstimmen.

## Veröffentlichungen
Baa Baa Blacksheep wurde auf drei verschiedenen Labels veröffentlicht, die alle die Zusammenstellung mit Nilssons Vokalversion auf der A- und der Instrumentalversion auf der B-Seite beibehielten. Dabei sind die genauen Ausgabedaten und damit die Reihenfolge der beiden amerikanischen Veröffentlichungen auf Marascalcos eigenem Label Lola und auf Crusader Records unklar: Die im Bereich der Auslaufrille zu findende Quellenangabe „LO-102-A“ beziehungsweise „LO-102-B“ weist darauf hin, dass die Pressung für Lola Records bestimmt war. Eine nebenstehende ID des Presswerks Monarch Records lässt die Herstellung zudem auf November/Dezember 1963 datieren. Während ein genaues Ausgabedatum von Lola 102 nicht überliefert ist, wird für die Weiterlizenzierung der Aufnahme an Crusader eine Veröffentlichung im März 1964 angegeben. Hierzu verwendete das reichweitenstärkere Crusader exakt die gleiche Pressvorlage wie Lola, strich die Quellenangabe und die Monarch-ID durch und ergänzte als Quelle die eigene Ausgabe „C-103“. Während auf Lola 102 Harry Nilsson erstmals mit Klarnamen als Interpret genannt wird, übernahm Crusader das Pseudonym „Bo Pete“ der Testpressung. Die dritte Veröffentlichung erfolgte später im Jahr 1964 auf dem kanadischen Label Barry Records unter der Nummer 3246.

Lola 102, Seite A
Lola 102, Seite B
Crusader 103, Seite A
Crusader 103, Seite B
Barry 3246, Seite A
Barry 3246, Seite B

## Bedeutung, Kritik und Erfolg
Die Veröffentlichung auf Lola 102 wurde von der Literatur kaum zur Kenntnis genommen, könnte aber die erste Schallplatte sein, die Harry Nillson unter eigenem Namen als Interpret veröffentlichte. Crusader 103 verkaufte sich immerhin so oft, dass Marascalco von den Erträgen eine weitere Veröffentlichung gemeinsam produzierten Materials realisieren konnte: Mit Do You Wanna (Have Some Fun)? und Groovy Little Suzie erschienen im August 1964 ebenfalls unter dem Pseudonym „Bo-Pete“ auf Try Records zwei Titel, die bereits in der Woche vor der Baa-Baa-Blacksheep-Session aufgenommen worden waren. Die Platte konnte keine Chartplatzierung erreichen. Der Nilsson-Biograf Alyn Shipton urteilte: „Es ist keine sonderlich gute Platte, aber sie liefert eine gute Vorstellung vom gesanglichen Einfallsreichtums, den Nilssons späteres Werk auszeichnet, insbesondere auf dem Album Nilsson Sings Newman, auf der er mit seiner eigenen Stimme sowohl soliert als auch den Background-Chor beisteuert.“ Es sind keine Coverversionen von Baa Baa Blacksheep bekannt.